# داني أنور
داني أنور هو سياسي إندونيسي، ولد في 22 فبراير 1968 في جاكرتا في إندونيسيا، وتوفي في 3 أغسطس 2020. نشط حزبياً في حزب العدالة والرفاهية.